# Tatiana Okupnik
Tatiana Olga Okupnik (Łódź, 2 settembre 1978) è una cantautrice polacca.

## Biografia
Tatiana Okupnik laureata all'Università di Łódź. Appassionata di musica già da molto piccola, è entrata da adolescente nel gruppo amatoriale Carpe Dream come cantante. Ha debuttato in televisione nei programmi Próbie talentu e Chichot 2, dove ha incontrato Paweł Rurak-Sokal, con cui ha a formare la band Blue Café.
È stata cantante dei Blue Café dalla nascita nel gruppo alla fine degli anni '90. Con loro ha pubblicato gli album Fanaberia (2002) e Demi-sec (2003), e nel 2004 hanno rappresentato la Polonia all'Eurovision Song Contest 2004 con il brano Love Song, piazzandosi al 17º posto su 24 partecipanti con 27 punti totalizzati. Nel 2005 la cantante ha lasciato la band per intraprendere una carriera da solista.

## Discografia
- 2007 - On My Own
- 2011 - Spider Web
- 2014 - Blizna